# Universidade Estadual de Campinas

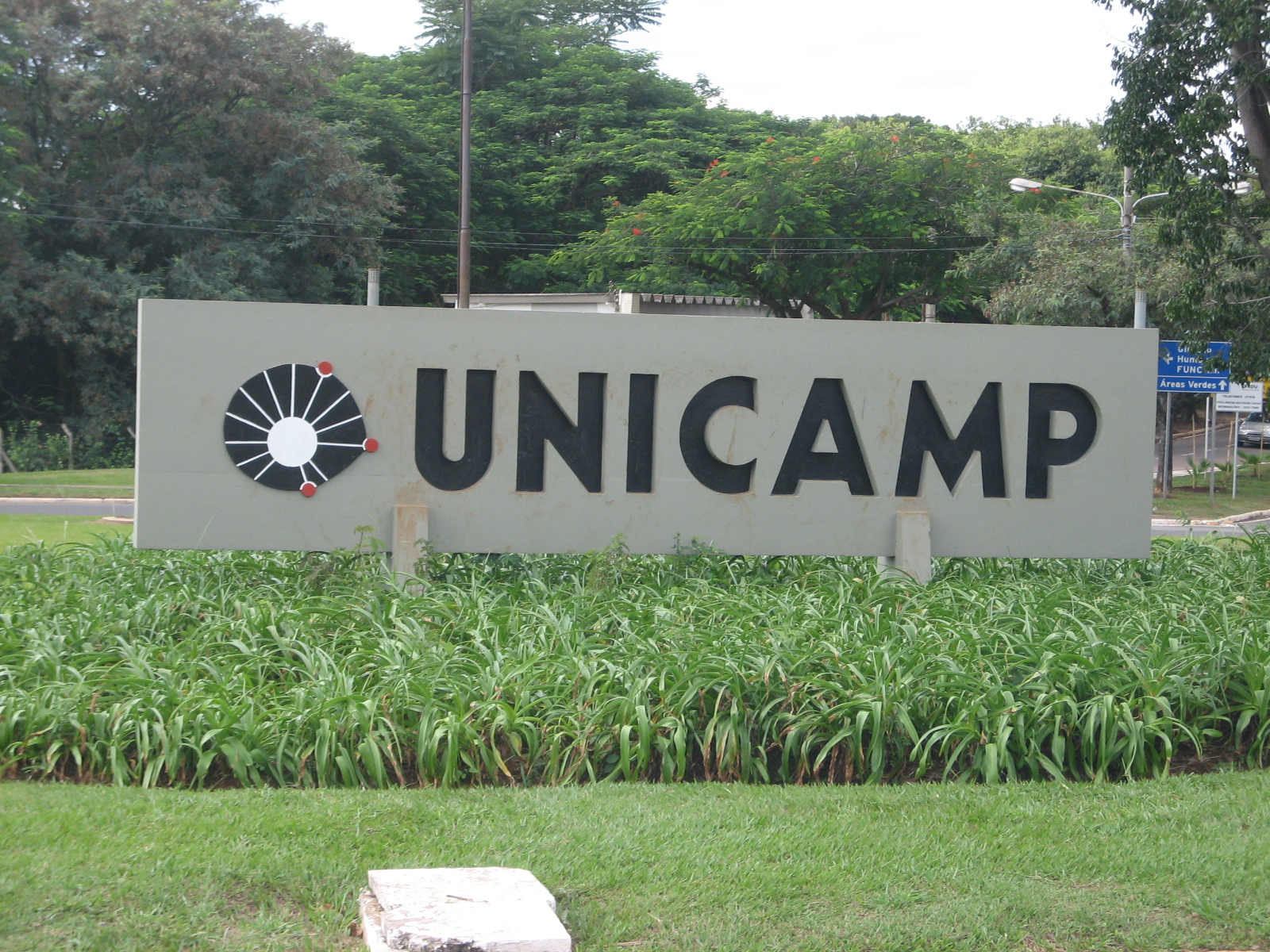
Eingang des Hauptcampus der UNICAMP

Die Landesuniversität von Campinas (portugiesisch Universidade Estadual de Campinas, abgekürzt UNICAMP, auch Unicamp), gehört zu den staatlichen Universitäten des Bundesstaats São Paulo, Brasilien. Der Hauptcampus liegt in Barão Geraldo, einem Stadtteil von Campinas, 10 km entfernt von der Innenstadt. Daneben besitzt die Unicamp weitere Einrichtungen in den Städten Limeira, Piracicaba, Sumaré und Paulínia.
Seit 19. April 2017 ist der Physiker Marcelo Knobel in Ablösung seines Vorgängers José Tadeu Jorge Rektor der UNICAMP.
Die Unicamp wurde am 5. Oktober 1966 gegründet. Sie hatte im Jahr 2018 19.869 grundständige und 17.625 postgraduale, zusammen 37.594 Studenten und 1894 Professoren.
Sie ist eine der besten und produktivsten Forschungs- und Bildungseinrichtungen in Lateinamerika. So zeichnet die Universität alleine für 15 % der gesamten brasilianischen Forschungsleistung verantwortlich.

## Fakultäten und Institute
Die Unicamp besteht aus 20 Instituten bzw. Fakultäten:
- Institut für Wirtschaftswissenschaften (Instituto de Economia, IE)
- Institut für Sprach- und Literaturwissenschaften (Instituto de Estudos da Linguagem, IEL)
- Institut für Philosophie und Humanwissenschaften (Instituto de Filosofia e Ciências Humanas, IFCH)
- Institut für Kunst (Instituto de Artes, IA)
- Institut für Biologie (Instituto de Biologia, IB)
- Institut für Informatik (Instituto de Computação, IC)
- Institut für Physik (Instituto de Física, IFGW)
- Institut für Geowissenschaften (Instituto de Geociências, IG)
- Institut für Mathematik, Statistik und Wissenschaftliches Rechnen (Instituto de Matemática, Estatística e Computação Científica, IMECC)
- Institut für Chemie (Instituto de Química, IQ)
- Fakultät für Ernährungswissenschaften (Faculdade de Engenharia de Alimentos, FEA)
- Fakultät für Agraringenieurwesen (Faculdade de Engenharia Agrícola, FEAGRI)
- Fakultät für Bauingenieurwesen, Architektur und Städtebau (Faculdade de Engenharia Civil, Arquitetura e Urbanismo, FEC)
- Fakultät für Elektrotechnik und Technische Informatik (Faculdade de Engenharia Elétrica e de Computação, FEEC)
- Fakultät für Maschinenbau (Faculdade de Engenharia Mecânica, FEM)
- Fakultät für Chemieingenieurwesen (Faculdade de Engenharia Química, FEQ)
- Fakultät für Medizin (Faculdade de Ciências Médicas, FCM)
- Fakultät für Sportwissenschaften (Faculdade de Educação Física, FEF)
- Fakultät für Erziehungswissenschaften (Faculdade de Educação, FE)
- Fakultät für Technologie (Faculdade de Tecnologia, FT)
- Fakultät für Angewandte Wissenschaft (Faculdade de Ciências Aplicadas, FCA)
- Fakultät für Zahnmedizin in Piracicaba (Faculdade de Odontologia de Piracicaba, FOP)

Daneben unterhält die Unicamp noch zwei berufsorientierte technische Oberschulen: COTUCA in Campinas und COTIL in Limeira.
Die Universitätsklinik der Unicamp, das Hospital das Clínicas, ist das größte staatliche Krankenhaus in der Region. Die Unicamp beherbergt zudem mehr als 20 interdisziplinäre Zentren, Laboratorien und Forschergruppen.